# Kalle Träskalle
Kalle Träskalle (finska: Pekka Puupää) är en finländsk seriefigur skapad 1924 av Ola Fogelberg. Figuren förekom i den finskspråkiga tecknade serien med samma namn som publicerades mellan åren 1925 och 1975. Dessutom syntes han i den 13 filmer långa spelfilmsserien Kalle Träskalle och Stumpen (finska: Pekka ja Pätkä).

## Filmer
Den finskspråkiga spelfilmsserien Pekka ja Pätkä (svenska: Kalle Träskalle och Stumpen) kom sammanlagt ut i 13 filmer, mellan åren 1952 och 1960. Filmerna producerades av Suomen Filmiteollisuus.
Filmtitlar
- 1953 – Pekka Puupää (svenska: Kalle Träskalle), regi: Ville Salminen
- 1953 – Pekka Puupää kesälaitumilla (Kalle Träskalles pensionat), regi: Armand Lohikoski
- 1954 – Pekka ja Pätkä lumimiehen jäljillä (Kalle Träskalle och Stumpen i Snömannens spår), AL[1]
- 1955 – Pekka ja Pätkä puistotäteinä (Kalle Träskalle och Stumpen som parktanter[3]), AL
- 1955 – Kiinni on ja pysyy, AL
- 1955 – Pekka ja Pätkä pahassa pulassa, AL
- 1957 – Pekka ja Pätkä ketjukolarissa (Träskalle och Stumpen kedjekrockar), AL
- 1957 – Pekka ja Pätkä salapoliiseina, AL
- 1957 – Pekka ja Pätkä sammakkomiehinä (Träskalle och Stumpen som grodmän), AL
- 1958 – Pekka ja Pätkä Suezilla (Träskalle och Stumpen i Suez), AL
- 1958 – Pekka ja Pätkä miljonääreinä, AL
- 1959 – Pekka ja Pätkä mestarimaalareina (Kalle Träskalle och Stumpen som mästermålare[4], Träskalle och Stumpen jobbar för fullt), AL
- 1960 – Pekka ja Pätkä neekereinä (Träskalle och Stumpen som negrer), regi: Aarne Tarkas

## Prisstatyett
Serien har stått förebild för det årliga finska seriepriset Kalle Träskalle-hatten, som ges ut av Finlands serieförening. Det första priset gick till Toto Fogelberg-Kaila 1972.